# تراتيل زام
تراتيل زام هي سلسلة من 70 ترنيمة سومرية من عصر الأسرات المبكرة، اكتُشفت في أبو صلابيخ. عنوانها التقليدي حديث، ويعكس الاستخدام المتكرر لصيغة "زام"، أي "تسبيح". وهي أقدم مجموعة تراتيل معروفة من بلاد ما بين النهرين، ومن أقدم النصوص المسمارية الأدبية إجمالاً. لم تُكتشف أي نسخ منها خارج أبو صلابيخ، ومن المحتمل أنها تعكس تقليدًا محليًا. ومع ذلك، فقد رُصدت أوجه تشابه جزئية في نصوص مرتبطة بمواقع أخرى مثل فارا وكيش.
تتألف السلسلة من 70 ترنيمة، كل منها مُخصص لإله مرتبط بموقع محدد. ينتمي معظمها إلى آلهة جنوب بلاد ما بين النهرين، بينما كانت الآلهة الشمالية أقل عددًا، وغابت تمامًا عن المناطق البعيدة مثل إيبلا وماري وسوسة. في حين أن الترانيم الأحد عشر الأولى مُخصصة لآلهة رئيسية معروفة جيدًا مثل إنليل وإنانا ونانا ونينغال، فإن بعض الترانيم الأخرى نادرة، وشخصيتها غير مفهومة جيدًا.
بسبب التشابه البنيوي، اقترح البعض أن ترانيم زام أثرت على ترانيم المعبد اللاحقة، والتي تُنسب تقليديًا إلى إنهادوانا.
الاسم الحديث لترانيم زام مشتق من الكلمة السومرية za 3 -me. ولا ينبغي اعتباره اسمًا لنوع أدبي مميز. وهو مشتق من عبارة تتكرر في جميع الترانيم، والتي تم تحديدها على أنها شكل مبكر من za 3 -mi 2 اللاحقة، "الثناء". وقد صاغ روبرت د. بيغز العنوان في وقت نشرها لأول مرة في عام 1974.
إن تسمية الأقسام الفردية من التكوين، باعتبارها ترانيم، على الرغم من كونها تقليدية، تتعرض للنقد أحيانًا بسبب طولها، حيث يتكون بعضها من سطرين فقط. ومع ذلك، في بعض الأحيان يشار إلى التسلسل بأكمله على أنه ترنيمة مفردة.

## ملخص
ترانيم زام هي أقدم مجموعة معروفة من ترانيم بلاد ما بين النهرين، وقد تم تأريخها إلى فترة أوائل الأسرات IIIa. ليس من الممكن تحديد تاريخ أكثر دقة.
إلى جانب مؤلفات فارا التي اكتُشفت في عامي 1902 و1903، وصف روبرت د. بيغز ترانيم زامي بأنها "شهادات على أول ازدهار عظيم للأدب السومري ". ومع ذلك، وفقًا Manfred Krebernik والنصوص الأدبية لجان ليسمان، على الرغم من كونها أحدث بشكل عام من النصوص الإدارية والمعجمية، إلا أنه لا بد أنها قد تم تأليفها في وقت سابق، ربما في فترة أوروك الثالثة، حيث تظهر مجموعات النصوص من فارا وأبو صلابيخ بالفعل وجود اتفاقيات مشتركة، وفي بعض الحالات تكون نفس المؤلفات معروفة من أكثر من موقع من مواقع الأسرات المبكرة.
لم يكتشف أي نسخ من ترانيم زامي خارج أبو صلابيخ. ومع ذلك، فهي ليست معزولة تمامًا، وقد تم التعرف على عدد من المقاطع التي لها تشابهات معها في نصوص معاصرة أخرى، مما قد يشير إلى أن جميعها مستمدة من التقاليد الشفوية المشتركة.
اقترح مارك إي. كوهين بعد فترة وجيزة من النشر الأصلي للترانيم أنها قد أُلفت في أبو صلابيخ. واقترح أن ليسين تظهر كآخر إلهة مدحت فيها لأنها كانت الإلهة الوصية على أبو صلابيخ. وقد دعم كريبرنيك وليزمان هذا الرأي مؤخرًا، حيث زعموا أنه بناءً على موقف ليسين في الترانيم والتعرف المحتمل على مركز عبادتها على أنه أبو صلابيخ، يمكن افتراض أنها قد ألفت في الأصل في هذه المدينة للاحتفال بتأسيس معبدها. ويتكهنون بأنها ربما أُديت عندما أعيد تمثيل هذا الحدث خلال مهرجان دوري (ربما سنوي)، لكنهم يؤكدون أنه لا يمكن إثبات ذلك على وجه اليقين. يختلف نيكولاس جيه بوستجيت مع حججهم، حيث يرى أن حقيقة أن مركز عبادة ليسين هو المدينة الأخيرة المذكورة لا تثبت بالضرورة أن الترانيم قد أُلفت هناك.
وقد طرح دوغلاس فراين وجهة نظر مختلفة، حيث جادل بأنه بما أن كلاً من الترانيم الثانية وما قبل الأخيرة تركز على أوروك أو كولابا، فإن أسماء الأماكن المدرجة قد تمثل النطاق الإقليمي الكامل لمنطقة كانت في وقت ما تحت سيطرة هذه المدينة. واقترح أن الكتبة قاموا بتأليفها تحت رعاية حاكم أوروك، على نحو مماثل لكيفية تأليف ترانيم المعبد اللاحقة المنسوبة تقليديًا إلى إنهدوانا نيابة عن سرجون الأكادي بهدف تحديد مدى الإمبراطورية الأكادية. ونظرًا لأن المدن القريبة من لكش مذكورة في الترانيم، فإنه يفترض أنها جُمعت في الأصل قبل صعود أور نانشي إلى السلطة، حيث من المعروف أنه من ذلك الوقت وحتى عهد أوروكاجينا كانت المنطقة مستقلة عن أوروك.
افترض جوان جودنيك ويستنهولز أن ترانيم زام قد تم ألفت لأسباب لاهوتية وسياسية، باعتبارها انعكاسًا لوجود منظمة " أمفيكتيونية " تركز على نيبور، بسبب المكانة البارزة لهذه المدينة وإلهها الوصي إنليل.

## الاكتشاف والنشر
أصبحت ترانيم زام معروفة لأول مرة لعلماء الآشوريات في عام 1966، بعد نشر النتائج الأولية لحفريات أبو صلابيخ بواسطة روبرت د. بيغز. أجريت الحفريات في عامي 1963 و1965 من قبل فريق من المعهد الشرقي لجامعة شيكاغو، بمشاركة ممثلين عن المديرية العامة للآثار العراق.
جميع النسخ المعروفة تأتي من أبو صلابيخ. ميزت مجموعه من 24 لوحًا وشظايا؛ ومن المفترض أن بعض هذه الأخيرة على الأقل تنتمي إلى نفس الألواح، ولكن من المتفق عليه مع ذلك أنه نقب عن ما لا يقل عن سبع نسخ مختلفة. باستثناء جزء واحد قد لا ينتمي إلى التكوين، عثر على جميع النسخ في نفس الغرفة، والتي ربما كانت بمثابة غرفة نسخ للمعبد. ومع ذلك، لم تكن الألواح تمارين كتابية، كما يتضح من حجمها الكبير وحقيقة أنها نسخت بواسطة كتبة ذوي خبرة، أضاف بعضهم بيانات النسخ. نجا خمسة، مع ما مجموعه سبعة عشر فردًا من المفترض أنهم شاركوا في إعداد الألواح المذكورة فيها. تشمل النصوص الأخرى التي تم اكتشافها في نفس الغرفة أساطير لوغالباندا ونينسومونا وإيزينا وأطفالها، وقائمة آلهة أبو صلابيخ (في نسخ متعددة) والعديد من الأمثلة على UD. GAL.NUN.
نشر بيغز أول طبعة حديثة من الترانيم في عام 1974، على الرغم من أنه أكد على أنه يجب اعتبارها الخطوة الأولى فقط في عملية ترجمتها. ترجمت الترنيمة الأولى لاحقًا من قبل العديد من الباحثين الآخرين، على الرغم من أن بقية المجموعة جذبت اهتمامًا أقل. أكملت طبعة جديدة من التسلسل الكامل للترانيم بواسطة مانفريد كريبرنيك وجان ليسمان في عام 2020، على الرغم من أنهما يذكران أيضًا أنه لا ينبغي اعتبارها نهائية، حيث لا تزال هناك شكوك حول الترجمة الصحيحة لمقاطع متعددة بسبب حقيقة أن ترتيب العلامات قد لا يعكس بالضرورة القواعد النحوية والنحوية في نصوص الأسرات المبكرة.

## محتويات
عرفت 70 ترنيمة فردية ذات أطوال مختلفة (من 2 إلى 12 سطرًا). ليس من المعروف ما إذا كان لهذا الرقم أي أهمية خاصة في فترة الأسرات المبكرة، ولكن المصادر اللاحقة لا تشير إلى أن الرقم 70 كان رقمًا له أي أهمية محددة في الدين الرافديني. نص الترانيم موحد بشكل عام، وقليل جدًا من المقاطع تحتوي على متغيرات.
في حين أن بعض النصوص المكتشفة في أبو صلابيخ تتبع أسلوب الكتابة UD.GAL.NUN غير المعتاد، فإن ترانيم زامي، مثل نسخ تعليمات شوروباك وترنيمة معبد كيش من هذا الموقع، تمثل لغة سومرية تقليدية مشابهة لتلك المستخدمة لاحقًا في مدارس الكتابة البابلية القديمة. ومع ذلك، فإنها تعتبر صعبة الترجمة، حيث لم ترتب العلامات المسمارية في فترة الأسرات المبكرة بالضرورة بالتسلسل وفقًا للوحدات المعجمية والصرفية التي تمثلها. حذفت اللواحق وحروف العطف والصيغ اللفظية وبعض المحددات (خاصة كي، المستخدمة للإشارة إلى أسماء المواقع الجغرافية)، مما قد يشير إلى أن النصوص كانت بمثابة مساعدة للذاكرة للأفراد الذين هم على دراية بالفعل بالترانيم.
تبدأ معظم الترانيم باسم الموقع ووصفه. وينتهي كل منها بصيغة تتكون من اسم مستعار وعبارة za 3 -me. وعلى الأرجح يجب تفسير za 3 -me في هذا السياق على النحو التالي: za 3 -me mu-DUG 3، "(الإله) تكلم بالثناء".
بجانب قوائم الآلهة من فارا وأبو صلابيخ، تعتبر الترانيم أهم مصدر للمعلومات حول البانثيون وموقع المواقع الدينية في بلاد ما بين النهرين السفلى في فترة الأسرات المبكرة. تركز الترانيم الإحدى عشر الأولى على أهم الآلهة ( إنليل، إنانا، نينيجال، إنكي، أسالوكي، نانا، أوتو، نينجال، آن، دامجالنونا ونين-أوم ) ومراكز عبادتهم. تشمل الإغفالات البارزة باو، دوموزي، نينهورساج، نينليل، نينورتا، نوسكا ونينجيشزيدا. بالإضافة إلى ذلك، ذكر عدد قليل نسبيًا من الآلهة الشمالية، مع تخصيص الترانيم من 12 إلى 17 فقط لهم. من المفترض أن هذا يعكس تصور بلاد ما بين النهرين العليا كمنطقة "هامشية" في الجنوب. ومع ذلك، يلاحظ آجي ويستنهولز أن إدراج بعض الآلهة الشمالية مثل زبابة يشير إلى عدم وجود تمييز ديني منهجي ضد طوائفهم. تم حذف المناطق الأكثر بعدًا، مثل إيبلا وماري وسوسة، تمامًا.
من بين الآلهة المدرجة، هناك ما لا يقل عن خمسة وعشرين من الذكور وما لا يقل عن سبعة وثلاثين من الإناث، ولكن بسبب ندرة الشهادات، من المستحيل تحديد جنس البعض الآخر. في بعض الحالات، يتم التعرف على الآلهة بألقاب أنثوية مثل لاما أو أما، ولكن لا يتم تطبيقها بشكل متسق.
افترض روبرت د. بيغز أن الترانيم يجب تفسيرها على أنها مديح نطق به إنليل، أول إله ذُكر، تكريمًا للآلهة الأخرى. ومع ذلك، وفقًا لمانفريد كريبرنيك ويان ليسمان، فإن العكس هو الأرجح، حيث تم مدح إنليل من قبل آلهة أخرى. يلاحظ شيان هوا وانج أن هذا الرأي أكثر انتشارًا بشكل عام بين علماء الآشوريات. الاحتمال الثاني الذي اقترحه كريبرنيك وليسمان هو أن جميع الآلهة تم مدحها من قبل البشر.

## الملاحظات
1. ↑  Krebernik and Lisman list Dumuzi among the omitted deities and Ama'ušumgal among these included,[25] and subsequently state that it is likely that the up to the end of the Sargonic period the former name designated Dumuzi-abzu and the latter تموز (أسطورة).[32]